# Ерні Стюарт
Ернест Стюарт (англ. Earnest Stewart; нар. 28 березня 1969, Вегел, Нідерланди) — колишній американський футболіст, нідерландського походження, що грав на позиції півзахисника. Футболіст року в США (2001), учасник трьох чемпіонатів світу (1994, 1998 та 2002 років).

## Клубна кар'єра
Ерні народився в родині американського військового і голландки, в Нідерландах. В 1988 році він почав свою професійну кар'єру в клубі «ВВВ-Венло». Він провів у клубі два сезони, виступаючи у другій лізі нідерландської першості.
У 1990 році Стюарт перейшов в «Віллем II», який виступав в Ередивізі. У своєму першому сезоні він забив 17 м'ячів і посів третє місце в списку бомбардирів чемпіонату Нідерландів. Всього за 6 сезонів він забив 49 м'ячів.
У 1996 році Ерні перейшов у «НАК Бреду» у складі якої провів шість сезонів. У 1999 році він вилетів разом з командою в нижчий дивізіон, але вже через рік допоміг клубу повернутися назад. В сезонах 2000/01 та 2001/02 Ерні став найкращим бомбардиром клубу. За НАК Стюарт зіграв понад 200 матчів.
У 2003 році Ерні покинув Нідерланди і перейшов в клуб MLS «Ді Сі Юнайтед». У першому ж сезоні він разом з командою став чемпіоном MLS.
Влітку 2004 року Стюарт повернувся в Нідерланди, де підписав контракт з «ВВВ-Венло». За клуб він провів 6 матчів і забив 1 гол у чемпіонаті, після чого завершив ігрову кар''єру.

## Міжнародна кар'єра
У 1990 році в матчі проти збірної Португалії Стюарт дебютував за збірну США. 13 липня 1993 року в поєдинку проти збірної Німеччини Ерні забив свій перший м'яч за національну команду.
У 1994 році він потрапив в заявку на участь в домашньому чемпіонаті світу. На турнірі Стюарт взяв участь у поєдинках проти збірних Швейцарії, Колумбії, Румунії і Бразилії. У трагічно відомому протистоянні з Колумбією він забив переможний гол. Після мундіалю Ерні захищав кольори країни на Кубку Америки 1995 року.
У 1998 році він вдруге поїхав на світову першість. Ерні також взяв участь у всіх поєдинках, але команда не змогла подолати груповий етап. У 1999 році Стюарт зіграв за збірну на Кубку конфедерацій, де команда посіла третє місце.
У 2002 році Ерні відправився в Японію і Південну Корею на свій третій чемпіонат світу. У першому матчі проти збірної Португалії Стюарт був капітаном своєї команди. В інших поєдинках він виходив на заміну. У 2003 році Ерні знову зайняв третє місце на Кубку конфедерацій. У червні 2004 року у відбірковому матчі чемпіонату світу 2006 року проти збірної Гренади він зіграв свій сотий матч за збірну.
Всього за збірну Стюарт зіграв 101 матчів і забив 17 м'ячів.

### Голи за збірну США
| #   | Дата              | Місце                    | Суперник          | Рахунок | Результат | Турнір                      |
| --- | ----------------- | ------------------------ | ----------------- | ------- | --------- | --------------------------- |
| 01. | 13 липня 1993     | Чикаго, США              | Німеччина         | 2:4     | 3:4       | 1993 U.S. Cup               |
| 02. | 31 серпня 1993    | Рейк'явік, Ісландія      | Ісландія          | 1:0     | 1:0       | Товариський матч            |
| 03. | 22 червня 1994    | Пасадина, США            | Колумбія          | 2:0     | 2:1       | Чемпіонат світу 1994        |
| 04. | 25 березня 1995   | Даллас, США              | Уругвай           | 2:0     | 2:2       | Товариський матч            |
| 05. | 16 березня 1997   | Пало-Альто, США          | Канада            | 3:0     | 3:0       | Кваліфікація на ЧС-1998     |
| 06. | 24 травня 1998    | Портленд, США            | Кувейт            | 1:0     | 2:0       | Товариський матч            |
| 07. | 3 червня 2000     | Вашингтон, США           | ПАР               | 4:0     | 4:0       | 2000 U.S. Cup               |
| 08. | 23 липня 2000     | Сан-Хосе, Коста-Рика     | Коста-Рика        | 1:1     | 1:2       | Кваліфікація на ЧС-2002     |
| 09. | 16 серпня 2000    | Фоксборо, США            | Барбадос          | 7:0     | 7:0       | Кваліфікація на ЧС-2002     |
| 10. | 15 листопада 2000 | Бриджтаун, Барбадос      | Барбадос          | 2:0     | 4:0       | Кваліфікація на ЧС-2002     |
| 11. | 28 лютого 2001    | Колумбус, США            | Мексика           | 2:0     | 2:0       | Кваліфікація на ЧС-2002     |
| 12. | 28 березня 2001   | Сан-Педро-Сула, Гондурас | Гондурас          | 1:0     | 2:1       | Кваліфікація на ЧС-2002     |
| 13. | 20 червня 2001    | Фоксборо, США            | Тринідад і Тобаго | 2:0     | 2:0       | Кваліфікація на ЧС-2002     |
| 14. | 1 вересня 2001    | Вашингтон, США           | Гондурас          | 1:0     | 2:3       | Кваліфікація на ЧС-2002     |
| 15. | 1 вересня 2001    | Вашингтон, США           | Гондурас          | 2:0     | 2:3       | Кваліфікація на ЧС-2002     |
| 16. | 6 липня 2003      | Колумбус, США            | Парагвай          | 2:0     | 2:0       | Товариський матч            |
| 17. | 26 липня 2003     | Маямі, США               | Коста-Рика        | 2:2     | 3:2       | Золотий кубок КОНКАКАФ 2003 |

## Досягнення
Командні
 «Ді Сі Юнайтед»
- Переможнць MLS: 2004

Міжнародні
 США
- Бронзовий призер Кубка конфедерацій: 1999
- Бронзовий призер Золотого кубка КОНКАКАФ: 2003

Індивідуальні
- Футболіст року в США: 2001

## Кар'єра функціонера
Після завершення ігрової кар'єри, 2006 року Стюарт став технічним директором клубу «НАК Бреда». У 2010 році перейшов на аналогічну посаду у клубі АЗ (Алкмар).
26 жовтня 2015 року повернувся до США, де став спортивним директором клубу MLS «Філадельфія Юніон».